# Calyptophyllum biramum
Calyptophyllum biramum är en mångfotingart som beskrevs av Carl Graf Attems 1951. Calyptophyllum biramum ingår i släktet Calyptophyllum och familjen kejsardubbelfotingar. Inga underarter finns listade i Catalogue of Life.